# Chirostoma
Chirostoma é um género de peixe da família Atherinopsidae.

## Espécies
No género Chirostoma estão listadas como validamente descritas 23 espécies: 
- Chirostoma aculeatum C. D. Barbour, 1973
- Chirostoma arge (D. S. Jordan & Snyder, 1899)
- Chirostoma attenuatum Meek, 1902
- †Chirostoma bartoni D. S. Jordan & Evermann, 1896
- Chirostoma chapalae D. S. Jordan & Snyder, 1899
- †Chirostoma charari (F. de Buen, 1945)
- †Chirostoma compressum F. de Buen, 1940
- Chirostoma consocium D. S. Jordan & C. L. Hubbs, 1919
- Chirostoma contrerasi C. D. Barbour, 2002
- Chirostoma copandaro F. de Buen, 1945
- Chirostoma estor D. S. Jordan, 1880
- Chirostoma grandocule (Steindachner, 1894)
- Chirostoma humboldtianum (Valenciennes, 1835)
- Chirostoma jordani Woolman, 1894
- Chirostoma labarcae Meek, 1902
- Chirostoma lucius Boulenger, 1900
- Chirostoma melanoccus Álvarez, 1963
- Chirostoma patzcuaro Meek, 1902
- Chirostoma promelas D. S. Jordan & Snyder, 1899
- Chirostoma reseratum Álvarez, 1963
- Chirostoma riojai Solórzano & Y. López, 1966
- Chirostoma sphyraena Boulenger, 1900
- Chirostoma zirahuen Meek, 1902